# Joseph Joanovici
Joseph Joanovici (Chișinău, 20 febbraio 1905 – Clichy, 7 febbraio 1965) è stato un mercante russo.
Di famiglia ebraica, scampò i pogrom di Chișinău e fuggì insieme alla moglie in Francia, diventando mercante di rottami metallici. Durante l'Occupazione nazista della Francia si arricchì rifornendo le autorità tedesche di metalli per l'industria bellica e allo stesso tempo finanziò la resistenza francese coi proventi delle sue attività commerciali. Nel 1949 venne condannato a cinque anni di prigione per collaborazionismo. Rilasciato con obbligo di dimora a Mende, nel 1957 fuggì in Israele sotto falso nome. Quando le autorità israeliane scoprirono la sua reale identità e il suo coinvolgimento con il regime nazista venne espulso e inviato in Francia. Finì nuovamente sotto processo e fu condannato a un anno di prigione.

## Biografia
Joanovici nacque a Chişinău in Bessarabia, regione dell'Impero russo. I suoi genitori furono uccisi nei pogrom di Chișinău del 1905. Si sposò con Eva, anche lei orfana ebrea, e nel 1925 si stabilì a Clichy nella periferia parigina. Lavorava presso l'azienda dello zio di sua moglie che si occupava della vendita di rottami metallici. Benché analfabeta si dimostrò abile nel suo lavoro e nella conduzione degli affari, rilevò la società dello zio e si mise in società col fratello Marcel. Secondo diverse fonti entrò in contatto con la criminalità organizzata francese. 
Con lo scoppio della Seconda guerra mondiale e l'occupazione nazista della Francia Joanovici si rese conto che in quanto ebreo avrebbe avuto bisogno di un certo tipo di protezione per evitare la deportazione e allo stesso tempo che avrebbe potuto vendere metalli ai tedeschi per rifornire l'industria bellica. Iniziò perciò a consegnare metalli alla Abwehr, i servizi segreti nazisti, presso l'Hotel Lutetia. Nel 1941 fu arrestato dalle autorità tedesche per aver venduto materiale di scarsa qualità alla Wirtschaftliche Forschungsgesellschaft, ma fu rilasciato pochi mesi dopo. A partire dal 1942 strinse legami con Henri Lafont, uno dei leader della Carlingue, e ai suoi sodali coinvolti nella gestione del mercato nero parigino. Grazie a queste relazioni ottenne protezione ed evitò la deportazione. 
La Direction de la Surveillance du territoire, fondata nel 1944, durante i processi postbellici a Joanovici rivelò di essere stata in possesso di documenti tedeschi che provavano l'esistenza di un tesserino della Gestapo a nome Joanovici, a cui ci si riferisce come mischling. Nello stesso dossier emerse il suo coinvolgimento con la Legione nord-africana per averne fornito le uniformi.
Già nel 1941 Joanovici entrò in contatto con la Resistenza francese. Nel luglio 1941 il suo nome apparve in alcuni dossier della polizia francese sulla rete partigiana Turma-Vengeance. Con la scoperta di una parte di questa rete venne alla luce che Joanovici aveva finanziato la fuga in Inghilterra di disertori e prigionieri francesi attraverso la succursale della sua azienda a La Rochelle. Verso la liberazione Joanovici finanziò il gruppo partigiano Honneur de la police, interno alla prefettura di polizia di Parigi, oltre che gruppi comunisti. Denunciò inoltre membri della Gestapo francese di sua conoscenza e consentì l'arresto di Pierre Bonny e Henri Lafont il 13 agosto 1944.
Dopo la guerra fu arrestato e interrogato diverse volte per i suoi affari con i nazisti, ma venne sempre rilasciato. Roger Wybot, direttore della DST, disse che Joanovici godeva della protezione della prefettura della polizia. Partecipò inoltre a diversi processi, testimoniando contro collaborazionisti di grosso calibro. Per questa ragione e per aver finanziato il gruppo partigiano Honneur de la police, venne premiato con la Médaille de la Résistance. 
Nel 1947, dopo essere tornato da una fuga all'estero, si consegnò alla polizia e fu incarcerato al carcere de La Santé. Nel 1949 si celebrò il processo a Joanovici, accusato di collaborazionismo economico. Venne condannato a cinque anni, ma fu liberato già nel 1952. In quanto cittadino straniero le autorità francesi cercarono di espellerlo dal territorio nazionale, ma nessun paese accettò di riceverlo. Venne perciò mandato lontano da Parigi con obbligo di dimora a Mende, dove provò a mettersi di nuovo in affari. 
Nel 1957 fuggì ad Haifa ed entrò in Israele con un passaporto falso. A causa del suo passato di collaboratore nazista venne espulso e incarcerato in Francia il seguente anno. A seguito di un lungo sciopero della fame e ammalato di arteriosclerosi, fu liberato nel 1962 per ragioni di salute. 
Morì in povertà nella sua modesta abitazione di Clichy nel 1965.